# ADS 16402
ADS 16402 ist der Name eines Doppelsternsystems im Sternbild Eidechse. Die Sterne des Systems, ADS 16402 A und ADS 16402 B, gehören beide zur Spektralklasse G0 und sind etwa 450 Lichtjahre von der Erde entfernt. Die Komponente A hat eine scheinbare Helligkeit von 10,0 mag, Komponente B von 10,4 mag. Der Winkelabstand der Sterne beträgt 11",2, was einer Entfernung von etwa 1600 AE entspricht. Das Alter beider Sonnen wird auf 3,6 Milliarden Jahre geschätzt. ADS 16402 B wird von einem Exoplaneten umrundet und ist in diesem Zusammenhang auch als HAT-P-1 bekannt.

## Planet HAT-P-1 b
Um ADS 16402 B (HAT-P-1) wurde ein Exoplanet entdeckt, der unter der Bezeichnung HAT-P-1 b bekannt ist und zur Klasse der Hot Jupiters gehört. Er wurde mit Hilfe eines Netzwerks von kleinen Weitwinkelfernrohren, welche auf dem Hungarian Automated Telescope (HAT) basieren, mittels der Transit-Methode entdeckt. Die Entfernung zwischen dem Exoplaneten und dem Stern AD 16402 B beträgt nur 5 % der Entfernung zwischen Erde und Sonne. HAT-P-1 b benötigt nur etwa viereinhalb Tage zur Umrundung seines Zentralgestirns.